# جدار مدینة ملتان

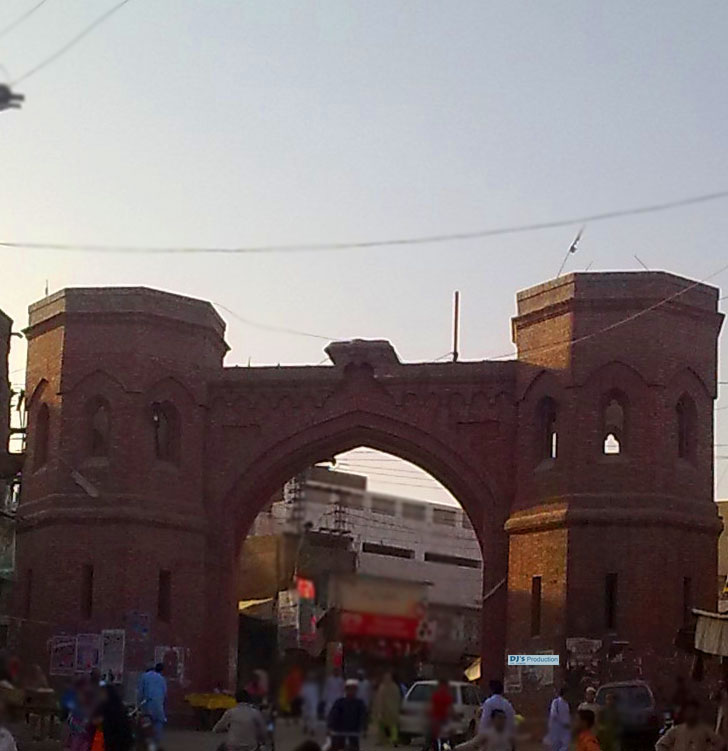
بوابة دلهي

سور مدينة ملتان أو (بالأردوية: فصیل ملتان)‏ هو سور قديم يحيط بمدينة ملتان القديمة، تم بناؤه وإعادة بنائه عدة مرات بسبب تدمیرها في المعارك، عهد البناء الأصلي غير معروف، ولكنه كان موجودًا أثناء حصار ملتان وتضرر بشدة، تم تدمير جزء من هذا الجدار بالقرب من بوابة (حرم) بالكامل واستخدمته القوات البريطانية للدخول إلى المدينة، تم بناء الجدار الحالي عام 1756م. يتم الآن إعادة تأهيل هذه الجدران في إطار مشروع مدينة مُلتان المسورة.